# Henkäys ikuisuudesta
Henkäys Ikuisuudesta é um projeto natalino da cantora Tarja Turunen, lançado no dia 8 de Novembro de 2006, foi o primeiro álbum solo da cantora após sua demissão da banda finlandesa Nightwish. O álbum foi lançado oficialmente apenas na Finlândia e na Argentina.
O disco traz além de músicas tradicionais finlandesas, obras de compositores consagrados como J. S. Bach e Franz Schubert, e também músicas de artistas mundialmente conhecidos como ABBA e John Lennon, além da primeira música composta pela cantora, que dá nome ao álbum. Em 26 de novembro de 2010 a Nuclear Blast lançou uma nova versão do álbum, com faixas inéditas e novas edições das antigas; a nova edição traz a canção "Heinillä Härkien" no lugar de "Happy New Year" e "Maa On Niin Kaunis" no lugar de "Happy Xmas", além de ter a faixa inédita "Arkihuolesi Kaikki Heitä", composta exclusivamente para esse lançamento.
O disco foi promovido por uma turnê na Finlândia e Rússia, ficando nas paradas musicais por mais de dois meses atingindo o pico de 2º lugar, conquistando em pouco tempo seu certificado de Ouro e logo após Platina, com vendas que hoje em dia superam as 50 mil cópias, além de ser eleito como álbum de natal do ano pela crítica musical finlandesa. Um dos shows da turnê, em Lahti, Finlândia, foi transmitido pela emissora de tv finlandesa Yle TV2 o qual estima-se que o número de espectadores ultrapassou a marca de 450.000 (30% de audiência).
O álbum e sua respectiva turnê renderam à cantora uma indicação ao Emma Awards, além de ser eleito como álbum de natal do ano pela crítica musical finlandesa.

## Faixas
| N.º | Título                                                | Compositor(es)                       | Duração |  |
| 1.  | "Kuin Henkäys Ikuisuutta"                             | Tarja, Esa Niemien & Sinikka Svärd   | 4:29    |  |
| 2.  | "You Would Have Loved This" (primeiro e único single) | Cory Connors                         | 3:59    |  |
| 3.  | "Happy New Year"                                      | Benny Andersson & Björn Ulvaeus      | 4:04    |  |
| 4.  | "En Etsi Valtaa, Loistoa"                             | Jean Sibelius & Zacharias Topelius   | 3:27    |  |
| 5.  | "Happy Xmas (War is Over)"                            | John Lennon                          | 4:30    |  |
| 6.  | "Varpunen Jouluaamuna"                                | Otto Kotilainen & Zacharias Topelius | 3:25    |  |
| 7.  | "Ave Maria"                                           | Franz Schubert & Sir Walter Scott    | 6:10    |  |
| 8.  | "The Eyes of a Child"                                 | Graham Russel & Ron Bloom            | 4:22    |  |
| 9.  | "Mökit Nukkuu Lumiset"                                | Heino Kaski & Eino Leino             | 4:16    |  |
| 10. | "Jo Joutuu Ilta"                                      | Jean Sibelius & Zacharias Topelius   | 3:06    |  |
| 11. | "Marian Poika"                                        | Jester Hairston                      | 3:27    |  |
| 12. | "Magnificat: Quia Respexit"                           | J. S. Bach                           | 3:35    |  |
| 13. | "Walking in the Air"                                  | Howard Blake                         | 4:37    |  |
| 14. | "Jouluyö, Juhlayö"                                    | Franz Gruber & Joseph Mohr           | 4:47    |  |

## Breath from Heaven Tour
Para promover o álbum, Tarja realizou uma série de shows natalinos especiais entre novembro e dezembro de 2006, cantando clássicos natalinos e outras músicas de sua própria autoria.
| Data                   | Cidade          | País      | Localização       |  |
| ---------------------- | --------------- | --------- | ----------------- |  |
|                        |                 |           |                   |  |
| 25 de novembro de 2006 | Helsinque       | Finlândia | Kulttuuritalo     |  |
| 3 de dezembro de 2006  | Joensuu         | Finlândia | Areena            |  |
| 5 de dezembro de 2006  | Jyväskylä       | Finlândia | Paviljonki Areena |  |
| 6 de dezembro de 2006  | Tampere         | Finlândia | Tampere-talo      |  |
| 12 de dezembro de 2006 | Lahti           | Finlândia | Sibelius Hall     |  |
| 15 de dezembro de 2006 | Turku           | Finlândia | Karibia           |  |
| 16 de dezembro de 2006 | Kuopio          | Finlândia | Musiikkikeskus    |  |
| 19 de dezembro de 2006 | São Petersburgo | Rússia    | DK Lensoveta      |  |
| 20 de dezembro de 2006 | Moscou          | Rússia    | Teatro MKHAT      |  |

## Desempenho nas paradas
| País      | Parada (2006)        | Melhor posição |
| --------- | -------------------- | -------------- |
| Finlândia | Finnish Albums Chart | 2              |
| País      | Parada (2007)        | Melhor posição |
| Finlândia | Finnish Albums Chart | 21             |

## Créditos

### Musicais
- Tarja Turunen - Vocal e piano

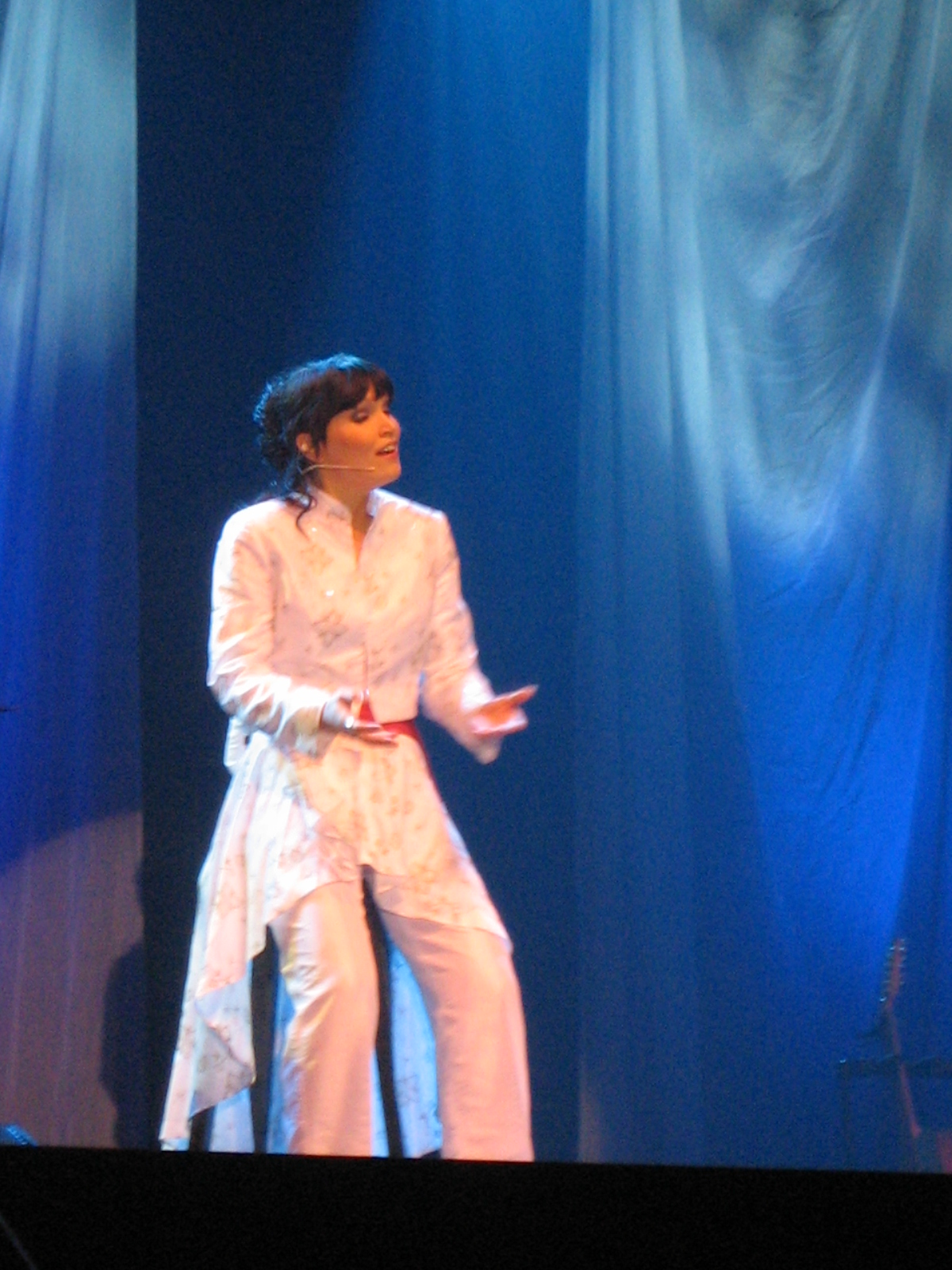
Tarja em concerto solo na Finlândia em 2006.

- Ville Nurmi e Peter Engberg - Guitarra
- Maria Ilmoniemi - Teclado e sintetizadores
- Ako Kiiski - Baixo
- Harri Ala-Kojola - Bateria
- Iiris Pyrhönen - Violino
- Tiia Makkonen - Cello
- Emilia Kauppinen - Flauta
- Heikki  Pohto - Flauta e saxofone
- Veli-Matti Iljin - Cello
- Esa Nieminen - Piano e teclados
- Heikki Hämäläinen - Violino
- Seppo Rautasuo - Violino
- Mauri Pietikäinen - Viola
- Juha Lanu - Guitarra elétrica, acústica e viola

### Técnicos
- Esa Nieminen - Produção e arranjos
- MIC - Co-produção
- Mika Jussila - Masterização
- Tarja Turunen - Direção de arte
- Travis Smith - Arte
- Toni Härkönen - Fotografia